# Йълдъз (квартал)
Йълдъз (на турски: Yıldız, буквално „звезда“) е квартал в район Бешикташ в Истанбул, Турция. Кварталът включва някои от добре познатите исторически места в Истанбул, като парка Йълдъз и двореца Йълдъз, вторият по големина дворец в Истанбул. Йълдъз има население от около 6000 души.

## История
Районът на Йълдъз е бил иглолистна гора през византийско време. Започвайки от управлението на Сюлейман Великолепни, османските султани го превръщат в свои ловни полета. През следващите векове той остава като горичка зад крайморските дворци. Кварталът започва да процъфтява след построяването на двореца през 19 век. Взема името си от първия павилион, Yıldız Kasrı, поръчан от Селим III в началото на 19 век.
Районът е бил административен център на Османската империя през последните 30 години, по време на ерата на Абдул Хамид II.

## Места за разглеждане
По-голямата част от градините на двореца, някои стари павилиони и известните работилници за порцелан са отворени за обществеността в сегашния парк Йълдъз. Добре познатият Şale Köşkü или Chalet Pavilion е достъпен през парка.
Днес значителна част от района на квартала е заета от стария дворцов комплекс, който съдържа основните сгради на двореца, парка Йълдъз, Йълдъз Хамидийе джамия и часовниковата кула Йълдъз, както и Техническия университет Йълдъз.
В допълнение към тях, тюрбето на Яхя Ефенди, ислямски комплекс от 16-ти век, привлича около милион местни посетители всяка година. Също така тюрбето на шейх Зафир Ефенди, което е проектирано от архитекта Раймондо Д'Аронко и построено през 1886 г., е един от добрите примери за стил арт нуво в Истанбул. Точно зад тюрбето стои Ертуурул Текке джамия, която е построена през 1887 г. и е поръчана от османския султан Абдул Хамид II.
- Ертуурул Текке джамия
- Тюрбе на шейх Зафир ефенди